# Pianosonate nr. 12 (Beethoven)
Pianosonate nr. 12 in As majeur, op. 26, van Ludwig van Beethoven, is een sonate voor piano. Het stuk is opgedragen aan Karl Alois Johann-Nepomuk Vinzenz en duurt circa 20 minuten.

## Onderdelen
De sonate bestaat uit vier delen:
- I Andante con variazioni
- II Scherzo: Allegro molto
- III Marcia funebre sulla morte d'un eroe: maestoso andante
- IV Allegro

### Andante con variazioni
Dit is het eerste deel van de sonate. Het stuk met een 3/8 maat heeft een traag tempo voor het eerste deel van een sonate. Ook wijkt het af van de sonatevorm die een eerste deel normaal zou hebben. Het heeft namelijk een thema met variaties vorm. Het duurt circa 8 minuten.

### Scherzo: Allegro molto
Dit is het tweede deel van de sonate. Het stuk heeft een 3/4 maat en staat in As majeur. Het trio staat Des majeur. Het stuk duurt circa 3 minuten.

### Marcia funebre sulla morte d'un eroe: maestoso andante
Dit is het derde deel van de sonate. Het stuk heeft een 4/4 maat en staat in as mineur en As majeur. Het duurt circa 6 minuten.
Een bewerking van dit deel werd uitgevoerd tijdens de begrafenis van Beethoven. De muziek die beethoveniaans dof, donker en ijzingwekkend klinkt, gaat de geëmotioneerde toeschouwers door merg en been.

### Allegro
Dit is het vierde en laatste deel van de sonate. Het stuk heeft een 4/4 maat, staat in As majeur en duurt circa 3 minuten.